# Carmen García Santos
Carmen García Santos (Lleó, 1 de juny de 1936 - Benidorm, 15 de setembre de 2008) va ser una política socialista lleonesa.

## Biografia
Va nàixer a Lleó el 1936 i va viure un temps a Veneçuela amb la família. Més endavant va estudiar Ciències Químiques a Oviedo. Va viatjar a Anglaterra, on li va impactar el moviment pacifista de Bertrand Russell. Després d'una estada a Madrid, el 1965 es va instal·lar a Benidorm amb el seu marit, l'advocat Luis Bajo. Va tenir tres fills. Fou professora a l'institut de la Vila Joiosa i va participar en les mobilitzacions dels PNN, professors no funcionaris que tenien unes condicions laborals precàries, i després va muntar a Benidorm una acadèmia de classes particulars en la que va treballar molts anys.
Pertanyia a la FETE (secció d'ensenyament de la UGT). Cap al 1975, va participar en la refundació del PSOE a Benidorm i va intervenir de manera activa en la vida del partit, al costat de dones com Encarna Llinares o Teresa Miralles. També va col·laborar en la creació de la Platajunta, que en territori valencià adoptà el nom de Taula de Forces Polítitiques i Sindicals del País Valencià, i que va coordinar la majoria dels partits de l'oposició a la dictadura. Va intervenir en les campanyes electorals, prenent part en mítings, repartint propaganda, i com a interventora de meses electorals, etc. Fou regidora de Benidorm pel PSOE entre 1999 i 2003.